# 荒川堤
荒川堤（あらかわづつみ）はサクラの名所として知られた東京都の荒川や旧荒川（隅田川）河畔堤防の景勝地。最盛期は荒川の五色桜としても知られた。一時は衰退したが、その後復興されて桜の名所となっている。

## 歴史
サクラの選抜育種や増殖などの品種改良は平安時代頃から行われていたと考えられており、江戸時代後期にはサクラは栽培品種も含めて250種類近くが存在していた。栽培品種の多くがオオシマザクラ由来のサトザクラ群であり、これらの多くは大名屋敷や神社仏閣、水路脇に植えられていたが、明治維新後、旧大名や社寺の権威が下がり都市改造が進められると、サクラが植えてある敷地は荒廃し、所有者が変わることで多くが伐採された。染井村（現豊島区）の植木職人だった高木孫右衛門はこのようなサクラを惜しみ、自宅に多種多様なサクラを集めて保存を行っていた。
江北村（現足立区）の村長だった清水謙吾も高木と同じ考えであり、多種のサクラを集めて保存することを計画し、旧知の仲だった高木に多種のサクラの増殖を依頼する。1885年（明治18年）に荒川の堤防が改修される時に、堤防上に桜を植えてはどうかという周辺住民の要望が持ち上がると高木と交渉し、高木が集めていた78種3000本のサクラをそっくり江北村から西新井村までの堤防上に植えた。もしこのとき入手しやすかったソメイヨシノだけを植えていたら、現在見ることのできる江戸時代の品種はもっと少なかっただろうと言われている。
植えられたサクラは1903年（明治36年）には見頃となり、それ以降、荒川堤は東京一の桜の名所となった。様々な種類、色であったために五色桜と呼ばれるようになり、多くの人でにぎわうようになった。荒川堤からは小石川植物園、興津園芸試験場、新宿御苑、東京府立園芸学校など、各地の研究施設に移植され、多くのサトザクラの品種が全国的に広まった。また、この荒川堤からアメリカに日米親善の証として、ソメイヨシノ1,800本、カンザン350本、イチヨウ160、タキニオイ140本、シラユキ130本、フゲンゾウ120本、アリアケ100本、ジョウニオイ80本、フクロクジュ50本、スルガダイニオイ50本、ギョイコウ20本、ミクルマガエシ20本の計12種類、3020本が贈られ、ワシントンD.C.のポトマック川の入り江のタイダルベイスンに植えられ、全米桜祭りの起源となった（その後も何度も追加で多種のサクラが贈られている）。
荒川堤の桜は荒川放水路の建設工事の際の堤防工事や都市化の影響で衰退した。放水路を作る際には桜の移植を行い、船津清作らが樹勢の回復作業を行った。しかし芳しい効果は上がらず、その後、1924年に荒川堤を名所として残すために国の史跡名勝記念物に指定して、保護を進めようとした。しかし、第二次世界大戦期、物資の欠乏下で薪木として伐採されてしまった。第二次大戦中は埼玉県川口市安行の植木業者の小清水亀之助らが品種の保護に尽力し、戦後の1950年頃には国立遺伝学研究所が、1960年代には多摩森林科学園が小清水らから苗を譲り受け、現在では前者に250系統350個体、後者に500系統1300個体のサクラが植えられて、江戸以前のサトザクラからの命脈を保っている。
その後、全国各地やアメリカの協力で桜並木の復活が試みられたものの、完遂することは敵わなかった。足立区政50周年となった1981年、ワシントンから再び35種約3000本の桜の苗木が里帰りした。これらは再び荒川沿いに植えられ、これが現在の桜並木の原型になっている。また、足立区内の公園に植えられ、レーガン大統領夫人が送ってくれたため、レーガン桜と呼ばれている。

## 荒川堤以外の江戸以前のサクラ保存ルート
幕末の頃から西洋人が日本のサクラに興味を持ちフゲンゾウやウコンなどが欧州に渡っている。このように日本のサクラが海外に持ち出されて保存されることで、一度日本で消滅してしまったサクラが日本に里帰りして日本で復活した例もある。例えば1866年にシーボルトが日本から持ち出した以後に日本では絶えていたホクサイは、日本のサクラを熱心に収集していたイギリスの園芸家のコリングウッド・イングラムにより保存されており、その後日本に里帰りした。また、以前は京都にありイギリスに持ち出された後に日本では絶えていたタイハク（太白）もイングラムの手により1932年に日本に里帰りした。

## 文化財
- 荒川堤五色桜碑（足立区登録有形文化財、1983年12月26日登録）[10]